# Бесплатный номер 800
Бесплатный номер 800 — услуга оператора телефонной связи, при которой вызовы на специальный телефонный номер (как правило, используется негеографический телефонный код 800) оплачиваются вызываемым, а не вызывающим абонентом. Использование такого номера может быть оправдано для вызываемого абонента, если:
- вызывающий абонент отдельно оплачивает услуги, оказываемые вызываемым абонентом, например, при звонках в службу техподдержки;
- с помощью бесплатных звонков совершаются продажи;
- бесплатная послепродажная поддержка повышает степень удовлетворения запросов потребителей.

Бесплатные номера могут использоваться для кратковременных телеголосований. В этом случае услуги оплачиваются организатором голосования.
В большинстве регионов мира бесплатные номера с префиксом 8800 являются внутренними, то есть обслуживаются только внутри страны, а для международной связи недоступны. Таким образом, в разных странах могут использоваться одни и те же номера, но для совершенно разных местных служб и организаций.